# Penfeld
Die Penfeld ist ein kleiner Fluss in Frankreich, der im Département Finistère in der Region Bretagne verläuft. 

## Verlauf
Sie entspringt im Gemeindegebiet von Gouesnou, entwässert generell in südwestlicher Richtung und mündet nach rund 16 Kilometern im Stadtgebiet von Brest in die Rade de Brest und somit in den Atlantischen Ozean. In ihrem Mündungsabschnitt ist die Penfeld bereits von den Gezeiten beeinflusst und wurde zur Errichtung von Hafenanlagen für den Marinestützpunkt der Stadt Brest herangezogen.

## Orte am Fluss
- Gouesnou
- Bohars
- Brest

## Sehenswürdigkeiten
- Hebebrücke "Pont de Recouvrance"
- Befestigungsanlage "Château de Brest" aus dem 15. Jahrhundert an der Flussmündung